# Крупнопятнистый крайт
Крупнопятнистый крайт (лат. Bungarus magnimaculatus) — ядовитая змея из рода крайтов семейства аспидов. Эндемик Мьянмы.

## Описание
Крайт среднего размера, общая длина тела которого обычно составляет приблизительно 1,1, хотя некоторые экземпляры могут вырастать до 1,3—1,45 м. Как и у большинства крайтов, у этого вида тонкое туловище и короткий, резко сужающиеся к концу хвост длиной около 15 см. Голова плоская и немного шире шеи. Глаза обычно маленького либо среднего размера с чёрными круглыми зрачками. Чешуя на спине гладкая, блестящая, вдоль хребта проходит ряд увеличенных чешуек шестиугольной формы. Тело в поперечном сечении треугольное. На верхней стороне тела 11—14 широких белых поперечных полос, ширина которых равна ширине чёрных промежутков, в то время как в центре каждой чешуйки есть чёрное пятно. Брюхо однотонно белое.

## Распространение и среда обитания
В настоящее время считается, что этот вид является эндемиком Мьянмы. Его можно встретить в округах Мандалай, Сикайн и Магуэ. Он также может обитать в приграничных районах китайской провинции Юньнань, в Таиланде, Лаосе, Бангладеш и на северо-востоке Индии, но пока не наблюдался ни в одном из них.
Типовое местонахождение этого вида — сухие листопадные леса в окрестностях города Мейтхила, расположенного в Верхней Бирме в округе Мандалай; таким образом, этот вид, вероятно, распространён по всей центральной засушливой зоне Мьянмы. Встречается и в сухих тропических низинных лесах. Крупнопятнистого крайта обнаруживают вблизи плантаций и деревень, где места их обитания разрушает человек. Живёт на высотах от уровня моря до 1000 м над его уровнем.

## Поведение
Это наземный вид змей, который ведет ночной образ жизни. Характер этого вида спокойный и застенчивый, он часто сворачивается в кольцо и прячет голову под телом, когда его беспокоят. Он совершенно не склонен кусаться, если его не спровоцировать.

## Питание
Питаются преимущественно змеями других видов, но иногда охотятся на мелких млекопитающих, а также ящериц, лягушек и рыб.

## Ядовитость
О яде этого вида известно очень мало. Как и у других видов крайтов, их яд является сильнодействующим и содержит нейротоксины, действующие как на пресинаптические, так и постсинаптические окончания. Противоядие от укусов этого вида не разработано. Укусы людей этим видом исключительно редки, поэтому документально подтвержденных случаев человеческих смертей от них не описано.